# Дизъюнктное дополнение множества
Дизъю́нктное дополне́ние мно́жества условно полной векторной решётки — любое множество с элементами определённого вида этой векторной решётки, которое образует линейное подпространство этой векторной решётки.

## Формальное определение
Формально определение дизъюнктного дополнения множества можно записать следующим образом. Рассмотрим условно полную векторную решётку (К-пространство) {\displaystyle E}. Дизъюнктное дополнение множества {\displaystyle M\subset E} — другое множество элементов {\displaystyle M^{d}} следующего вида:
{\displaystyle M^{d}=\{x\in E\mid |x|\wedge |y|=0\quad \forall y\in M\}},
которое есть линейное подпространство векторной решётки {\displaystyle E}.
Даже если исходное множество {\displaystyle M\subset E} есть линейное подпространство, всё равно в общем случае {\displaystyle E\neq M+M^{d}}.
Но когда исходное множество {\displaystyle M} есть компонента (полоса, или замкнутый идеал), другими словами, линейное пространство {\displaystyle M} обладает одним из следующих двух свойств:
- если {\displaystyle x\in M} и {\displaystyle |y|\leqslant |x|}, то {\displaystyle y\in M};
- {\displaystyle M} замкнуто при осуществлении перехода к точным верхним и нижним границам,

тогда {\displaystyle E=M+M^{d}}.
Теорема 1. Для произвольного множества {\displaystyle M\subset E} его дизъюнктное дополнение {\displaystyle M^{d}} есть компонента.
Теорема 2. Дизъюнктное дополнение дизъюнктного дополнения {\displaystyle M^{dd}=(M^{d})^{d}} — это наименьшая из компонент, которые включают исходное множество {\displaystyle M\subset E}.